# Karl Heinrich Friauf
Karl Heinrich Friauf (* 31. Juli 1931 in Treysa; † 3. Februar 2016 in Meersburg am Bodensee) war ein deutscher Staatsrechtler.

## Leben
Friauf stammte aus einer alten kurhessischen Familie und studierte an der Philipps-Universität Marburg Klassische Philologie, Geschichte und Rechtswissenschaft. 1953 wurde er im Corps Guestphalia Marburg recipiert. Als Inaktiver wechselte er an die Ludwig-Maximilians-Universität München. Nach der ersten juristischen Staatsprüfung erwarb er 1957 einen Master of Laws (LL. M.) an der Harvard Law School. Während des Referendariats wurde er 1959 in Marburg zum Dr. iur. promoviert. Nach der zweiten juristischen Staatsprüfung arbeitete er ab 1960 als wissenschaftlicher Assistent an der Universität Marburg, wo er sich 1965 habilitierte. Zum Wintersemester 1966 folgte er dem Ruf der Universität zu Köln auf ihren Lehrstuhl für Verfassungs-, Verwaltungs-, Finanz- und Steuerrecht, wo er bis zu seiner Emeritierung als Direktor dem Institut für Staatsrecht angehörte. Seine Forschungen erstreckten sich auf das Finanzrecht, das Steuerrecht, die Verwaltungswissenschaft, das Staatsrecht und das Verwaltungsrecht. Er war Mitglied der Vereinigung für Verfassungsgeschichte. Er war verheiratet und hatte drei Kinder.

## Schriften
- Die Staatenvertretung in supranationalen Gemeinschaften, 1960.
- Der Staatshaushaltsplan im Spannungsfeld zwischen Parlament und Regierung, 1968.
- Die Abgrenzung der Gesetzgebungskompetenzen im Bereich der beruflichen Bildung, 1975.
- Mit Rupert Scholz: Europarecht und Grundgesetz. Betrachtungen zu materiell- und formalrechtlichen Problemen bei Schaffung und Umsetzung sekundären Gemeinschaftsrechts. Duncker & Humblot, Berlin 1990, ISBN 3-428-06847-5.
- Hrsg. mit Wolfram Höfling: Berliner Kommentar zum Grundgesetz. E. Schmidt, Berlin 2000 ff., ISBN 3-503-05911-3.